# Kritika Singh Yadav
Kritika Singh Yadav (Hindi कृतिका सिंह यादव; * 11. August 1997 in Madhya Pradesh) ist eine indische Schauspielerin.

## Leben und Karriere
Yadav wurde am 11. August 1997 in Madhya Pradesh geboren. Ihr Debüt gab sie 2021 in der Serie Aapki Nazron Ne Samjha. Von 2022 bis 2023 belegte sie in der Serie Pyar Ke Saat Vachan Dharampatnii eine der Hauptrollen. Anschließend trat sie 2023 in Parineetii auf. Im selben Jahr spielte sie in dem Film Rayar Parambarai mit. Unter anderem setzte sie ihre Karriere in Aukaat Se Zyada fort. Zwischen 2024 und 2025 wurde Yadav für die Serie Deewaniyat gecastet.

## Filmografie
Filme
- 2023: Rayar Parambarai

Serien
- 2021: Aapki Nazron Ne Samjha
- 2022–2023: Pyar Ke Saat Vachan Dharampatnii
- 2023: Parineetii
- 2024: Aukaat Se Zyada
- 2024–2025: Deewaniyat